# Jiuquan
Jiuquan (en chino, 酒泉; pinyin, Jiǔquán) es una ciudad-prefectura en la provincia de Gansu, República Popular de China. A una distancia aproximada de 700 kilómetros de la capital provincial, las montañas Qilian ocupan la parte sur de la ciudad. Limita al norte con el desierto de Gobi, al sur con la provincia de Qinghai, al oeste con la provincia de Xinjiang y al este con Zhangye. Su área ocupa el primer puesto en la región con sus 168 080 km² y cuenta con una población de un poco más de 1 millón.

## Toponimia
Los sinogramas de la ciudad son Jiu (酒 vino) y Quan (泉 fuente/manantial). Cuenta la leyenda, cuando Huo Qubing (霍去病), un general de la dinastía Han, conquistó los Xiongnu en el oeste, el emperador Wu de la dinastía Han le regaló dos jarras de vino por su victoria. Huo Qubing no quería tenerlo para él solo, introdujo el vino en un manantial y bebió con los soldados, por lo que el manantial se llamó Jiu "vino", más tarde, el lugar se llamó Jiuquan "manantial de vino".
Hay otro dicho que dice que Jiuquan recibió su nombre porque "hay un manantial debajo de la ciudad y su agua es como vino"

## Administración
La ciudad-prefectura de Jiuquan se conforma de 7 localidades que se administran en 1 distrito urbano, 2 ciudades suburbanas y 4 condados, 2 de ellos étnicos o autónomos (población de noviembre de 2010):
- Distrito Suzhou 肃州区 428,346
- Ciudad Dūnhuáng 敦煌市 186,027
- Ciudad Yumen 玉门市 159,792
- Guazhou 瓜州县 148,798
- Jīntă Xiàn 金塔县 147,460
- Subei 肃北蒙古族自治县 14,979
- Aksay 阿克塞哈萨克族自治县 10,545

## Clima
La ciudad tiene un clima de desierto frío con inviernos fríos y veranos secos, la temperatura media mensual en enero es de -9C y de 22C en julio, siendo la anual de 7C.
| Parámetros climáticos promedio de Jiuquan (1971−2000)           | Parámetros climáticos promedio de Jiuquan (1971−2000) | Parámetros climáticos promedio de Jiuquan (1971−2000) | Parámetros climáticos promedio de Jiuquan (1971−2000) | Parámetros climáticos promedio de Jiuquan (1971−2000) | Parámetros climáticos promedio de Jiuquan (1971−2000) | Parámetros climáticos promedio de Jiuquan (1971−2000) | Parámetros climáticos promedio de Jiuquan (1971−2000) | Parámetros climáticos promedio de Jiuquan (1971−2000) | Parámetros climáticos promedio de Jiuquan (1971−2000) | Parámetros climáticos promedio de Jiuquan (1971−2000) | Parámetros climáticos promedio de Jiuquan (1971−2000) | Parámetros climáticos promedio de Jiuquan (1971−2000) | Parámetros climáticos promedio de Jiuquan (1971−2000) |
| Mes                                                             | Ene.                                                  | Feb.                                                  | Mar.                                                  | Abr.                                                  | May.                                                  | Jun.                                                  | Jul.                                                  | Ago.                                                  | Sep.                                                  | Oct.                                                  | Nov.                                                  | Dic.                                                  | Anual                                                 |
| --------------------------------------------------------------- | ----------------------------------------------------- | ----------------------------------------------------- | ----------------------------------------------------- | ----------------------------------------------------- | ----------------------------------------------------- | ----------------------------------------------------- | ----------------------------------------------------- | ----------------------------------------------------- | ----------------------------------------------------- | ----------------------------------------------------- | ----------------------------------------------------- | ----------------------------------------------------- | ----------------------------------------------------- |
| Temp. máx. media (°C)                                           | −1.6                                                  | 2.3                                                   | 9.1                                                   | 17.4                                                  | 23.2                                                  | 26.8                                                  | 28.6                                                  | 27.8                                                  | 22.7                                                  | 15.3                                                  | 6.5                                                   | −0.1                                                  | 14.8                                                  |
| Temp. mín. media (°C)                                           | −14.9                                                 | −11.3                                                 | −4.4                                                  | 2.8                                                   | 8.4                                                   | 12.7                                                  | 14.7                                                  | 13.4                                                  | 8.2                                                   | 1.2                                                   | −6.1                                                  | −12.6                                                 | 1.0                                                   |
| Precipitación total (mm)                                        | 1.2                                                   | 1.4                                                   | 4.8                                                   | 3.7                                                   | 7.9                                                   | 14.8                                                  | 20.5                                                  | 19.7                                                  | 8.8                                                   | 2.3                                                   | 1.6                                                   | 1.1                                                   | 87.8                                                  |
| Días de precipitaciones (≥ 1 mm)                                | 2.0                                                   | 2.0                                                   | 2.6                                                   | 2.1                                                   | 3.0                                                   | 5.8                                                   | 7.9                                                   | 6.5                                                   | 3.2                                                   | 1.3                                                   | 1.5                                                   | 1.9                                                   | 39.8                                                  |
| Horas de sol                                                    | 219.0                                                 | 211.5                                                 | 240.6                                                 | 259.0                                                 | 293.3                                                 | 283.0                                                 | 279.1                                                 | 276.9                                                 | 267.5                                                 | 265.1                                                 | 227.1                                                 | 208.6                                                 | 3030.7                                                |
| Humedad relativa (%)                                            | 53                                                    | 45                                                    | 40                                                    | 35                                                    | 37                                                    | 47                                                    | 53                                                    | 52                                                    | 51                                                    | 47                                                    | 49                                                    | 56                                                    | 47.1                                                  |
| Fuente: China Meteorological Administration 30 de marzo de 2009 |                                                       |                                                       |                                                       |                                                       |                                                       |                                                       |                                                       |                                                       |                                                       |                                                       |                                                       |                                                       |                                                       |

## Aeropuerto
El aeropuerto Jiayuguan (嘉峪关机场) está a 9 kilómetros del centro de la ciudad, se construyó como militar en 1938 y fue conocido como Jiuquan.

## Tal vez te interese
- Centro de Lanzamiento de Satélites de Jiuquan